# Забій тварин

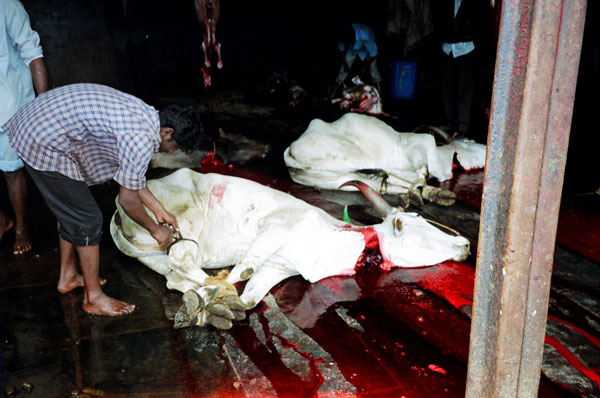
Забій корови

Забій тварин — позбавлення життя тварин, як правило з метою їх поїдання та переробки. В першу чергу, термін "забій тварин" стосується забою свійської худоби і птиці, але також і до забою диких промислових тварин і пернатої дичини.

## Регулювання
У багатьох країнах правила забою худоби регулюються державою. Так, забій худоби в їжу повинен проводитися під контролем ветеринарного лікаря або фельдшера. В Україні неодноразово пропонували заборонити забій тварин на домашніх подвір'ях, і дозволити його лише на сертифікованих пунктах забою. .